# 사랑이 머무는 곳에 (1978년 영화)
《사랑이 머무는 곳에》(영어: Ice Castles)는 미국에서 제작된 도널드 라이 감독의 1978년 로맨틱 드라마 영화이다. 린홀리 존슨, 로비 벤슨 등이 출연하였고, 존 케머니가 제작에 참여하였다. 

## 줄거리
아이오와주의 16살 알렉시 "렉시" 윈스턴은 피겨 스케이팅 챔피언이 되는 것이 꿈이며, 하키 선수가 되려는 남자친구 닉이 있다. 렉시는 가족의 지인인 코치 뷸라의 지도 하에서 지역 챔피언십 대회에 나갔다가 엘리트 코치의 눈에 들어 집을 떠나 콜로라도스프링스에서 훈련을 받게 된다. 시니어 챔피언십 출전권을 따내면서 렉시는 한순간에 스타가 되고 닉과 멀어져 방송인 브라이언과 만난다.
그러나 변한 삶이 불편해진 렉시는 스폰서 파티 도중 빠져나오고, 인근 야외 아이스링크에서 고난도의 트리플 점프를 시도한 뒤 근처에 한데 묶여있던 테이블과 의자 위로 착지하면서 두부외상을 입는다. 뇌에 생긴 혈전에 시력을 빼앗긴 렉시는 빛과 사물의 흐릿한 윤곽만 보이게 된다.
집으로 돌아와 은둔하던 렉시는 아버지 마커스, 뷸라, 화해한 닉의 지원을 받으며 장애를 극복하는 특훈을 받는다. 지부 챔피언십에 나가 완벽한 프로그램을 선보인 렉시는 관중의 기립박수를 받는다.

## 출연진
- 린홀리 존슨 - 알렉시 "렉시" 윈스턴 역
- 로비 벤슨 - 닉 피터슨 역
- 콜린 듀허스트 - 뷸라 스미스 역
- 톰 스케릿 - 마커스 윈스턴 역
- 제니퍼 워런 - 데버라 매클런드 역
- 데이비드 허프먼 - 브라이언 도킷 역
- 시드니 블레이크 - 샌디 역
- 크레이그 T. 맥멀런 - 의사 역
- 레너드 릴리홈 - 하키 코치 역
- 다이애나 홀든 - 엑스레이 기사 역
- 캐럴 윌리엄스 - 텔레비전 프로듀서 역

## 기타 제작진
- 배역: 제인 파인버그, 마이크 펜턴
- 미술: 조엘 실러
- 의상: 리처드 브루노

## 우리말 녹음
| MBC 성우진 (1988년 9월 7일) - 김진숙 - 렉시(린홀리 존슨) - 황일청 - 마커스(톰 스케릿) - 정희선 - 데버라(제니퍼 워런) - 박일 - 닉(로비 벤슨) - 한영숙 - 뷸라(콜린 듀허스트) - 이인성 - 브라이언(데이비드 허프먼) - 양윤선 - 샌디(시드니 블레이크) - 전국근 - 스케이터 코치(렉스 데이비스) - 이성 - 하키 코치(레너드 릴리홈) - 기경옥 - 방송사 직원(캐럴 윌리엄스) - 신성호 - 의사(크레이그 T. 맥멀런) - 이미자 - 엑스레이 기사(다이애나 홀든) | KBS 성우진 (1992년 6월 27일) - 최수민 - 렉시 (린홀리 존슨) - 이선영 - 김태연 - 이경자 - 김세한 - 유명숙 - 이규화 - 강구한 - 유동현 - 최병상 - 차명화 - 서문석 |  |